# Strychnos ternata
Espèce
Strychnos ternata Gilg ex Leeuwenb. est une espèce de plantes de la famille des Loganiaceae et du genre Strychnos, endémique du Cameroun.

## Description
Il s'agit d'un arbre, moyen à grand, pouvant atteindre 25 m de hauteur et 80 cm de diamètre.

## Habitat
Endémique, assez rare, elle a été collectée sur huit sites dans la Région de l'Est au Cameroun.

## Utilisation
Au Cameroun, l'espèce, comme plusieurs autres du genre Strychnos, est utilisée comme poison pour la chasse et la pêche.